# Mila Stanić
Mila Stanić, née à Přídolí le 30 janvier 1941, est une actrice de cinéma et de télévision ainsi qu'une journaliste d'origine tchèque, active en Italie dans les années 1960 et 1970.

## Biographie
Elle est connue pour avoir joué dans Le Fanfaron (Il sorpasso) de Dino Risi en 1962, et dans la mini-série télévisée italienne Il conte di Monte Cristo (it) d’Edmo Fenoglio, diffusée en 1966, où elle incarne la jeune orientale Haydée.
Après sa carrière d'actrice, elle s'est lancée dans le journalisme. Elle a géré un programme de radio pendant 12 ans: Fotografare insieme di Mila Stanić sur GR2, en même temps qu'elle écrivait pour l'hebdomadaire Gioia (it). Elle passe ensuite aux reportages pour le programme Bella Italia, diffusé sur Rai3. Elle intervient pour le programme Diogene du TG2, avant d'entrer dans la rédaction du TG2 par diverses interviews de personnalités de la culture et du spectacle.
Elle s'est installée à Koper (Slovénie), où elle participe à une bibliothèque Info-Libro, pour promouvoir les événements culturels de la communauté italienne.

## Filmographie

### Cinéma
- 1961 : Prvi građanin male varosi, de Mladomir 'Purisa' Djordjevic
- 1962 : Le Fanfaron (Il sorpasso), de Dino Risi
- 1964 : Le Jour de la vengeance (Una spada per l'impero), de Sergio Grieco : Marcia, une chrétienne[1]
- 1964 : Senza sole né luna (it), de Luciano Ricci : Teresa[1]
- 1965 : Des filles pour l'armée (Le soldatesse), de Valerio Zurlini
- 1966 : L'agent Gordon se déchaîne (Password: Uccidete agente Gordon), de Sergio Grieco : Magda
- 1966 : Le Triomphe des sept desperadas (Las siete magníficas), de Rudolf Zehetgruber
- 1966 : Deguejo (Degueyo), de Giuseppe Vari : une femme de Danger City
- 1967 : Trente Fusils pour un tueur (30 Winchester per El Diablo), de Gianfranco Baldanello : Rosario
- 1972 : Piège nazi pour sept espions (Trappola per sette spie), de Mario Amendola : Nadia
- 1979 : Cher papa (Caro papà), de Dino Risi : Rosemarie
- 1979 : Sans peur et sans culotte (El periscopio) de José Ramón Larraz : Carla, femme d'Alfonso
- 1983 : Un povero ricco, de Pasquale Festa Campanile
- 1983 : Le Pétomane (Il petomane), de Pasquale Festa Campanile
- 1984 : Uno scandalo perbene, de Pasquale Festa Campanile

### Télévision
- 1965 : Le inchieste del commissario Maigret, série télévisée, épisode 1x04
- 1966 : Il conte di Monte Cristo (it), mini-série télévisée d’Edmo Fenoglio, 4 épisodes : Haydée
- 1969 : Na dan pozara, téléfilm d’Arsenije Jovanovic
- 1977 : La mossa del cavallo, épisode 1x01